# Saint-Barthélemy (Alt Saona)
Saint-Barthélemy és un municipi francès situat al departament de l'Alt Saona i a la regió de Borgonya - Franc Comtat. L'any 2007 tenia 1.110 habitants.

## Demografia

### Població
El 2007 la població de fet de Saint-Barthélemy era de 1.110 persones. Hi havia 433 famílies, de les quals 109 eren unipersonals (36 homes vivint sols i 73 dones vivint soles), 130 parelles sense fills, 166 parelles amb fills i 28 famílies monoparentals amb fills.
La població ha evolucionat segons el següent gràfic:
Habitants censats

### Habitatges
El 2007 hi havia 499 habitatges, 446 eren l'habitatge principal de la família, 23 eren segones residències i 30 estaven desocupats. 457 eren cases i 37 eren apartaments. Dels 446 habitatges principals, 354 estaven ocupats pels seus propietaris, 85 estaven llogats i ocupats pels llogaters i 7 estaven cedits a títol gratuït; 3 tenien una cambra, 12 en tenien dues, 46 en tenien tres, 125 en tenien quatre i 260 en tenien cinc o més. 368 habitatges disposaven pel capbaix d'una plaça de pàrquing. A 182 habitatges hi havia un automòbil i a 212 n'hi havia dos o més.

### Piràmide de població
La piràmide de població per edats i sexe el 2009 era:
| Homes | Edats   | Dones |
| ----- | ------- | ----- |
| 0     | 95 o +  | 4     |
| 0     | 90 a 94 | 0     |
| 8     | 85 a 89 | 8     |
| 8     | 80 a 84 | 16    |
| 4     | 75 a 79 | 28    |
| 4     | 70 a 74 | 12    |
| 28    | 65 a 69 | 40    |
| 24    | 60 a 64 | 36    |
| 32    | 55 a 59 | 16    |
| 48    | 50 a 54 | 48    |
| 28    | 45 a 49 | 20    |
| 24    | 40 a 44 | 44    |
| 48    | 35 a 39 | 32    |
| 24    | 30 a 34 | 28    |
| 20    | 25 a 29 | 44    |
| 32    | 20 a 24 | 8     |
| 40    | 15 a 19 | 24    |
| 24    | 10 a 14 | 28    |
| 24    | 5 a 9   | 40    |
| 12    | 0 a 4   | 16    |

## Economia
El 2007 la població en edat de treballar era de 704 persones, 497 eren actives i 207 eren inactives. De les 497 persones actives 453 estaven ocupades (240 homes i 213 dones) i 44 estaven aturades (20 homes i 24 dones). De les 207 persones inactives 84 estaven jubilades, 51 estaven estudiant i 72 estaven classificades com a «altres inactius».

### Ingressos
El 2009 a Saint-Barthélemy hi havia 453 unitats fiscals que integraven 1.166,5 persones, la mediana anual d'ingressos fiscals per persona era de 15.690 €.

### Activitats econòmiques
Dels 16 establiments que hi havia el 2007, 1 era d'una empresa extractiva, 1 d'una empresa de fabricació d'altres productes industrials, 5 d'empreses de construcció, 4 d'empreses de comerç i reparació d'automòbils, 3 d'empreses de serveis, 1 d'una entitat de l'administració pública i 1 d'una empresa classificada com a «altres activitats de serveis».
Dels 4 establiments de servei als particulars que hi havia el 2009, 2 eren paletes i 2 fusteries.
L'any 2000 a Saint-Barthélemy hi havia 9 explotacions agrícoles.

## Equipaments sanitaris i escolars
El 2009 hi havia 1 escola maternal integrada dins d'un grup escolar amb les comunes properes formant una escola dispersa i 2 escoles elementals integrades dins de grups escolars amb les comunes properes formant escoles disperses.

## Poblacions més properes
El següent diagrama mostra les poblacions més properes.